# Pirassununga
Pirassununga ist eine Stadt im brasilianischen Bundesstaat São Paulo.
Die Bevölkerung von Pirassununga beträgt 73.545 Einwohner. Pirassununga liegt ca. 50 km östlich von São Carlos und 200 km nordwestlich von São Paulo.
In Pirassununga befindet sich die Akademie der brasilianischen Luftwaffe, die Academia da Força Aérea, die auch Heimat der Kunstflugstaffel Esquadrilha da Fumaça ist.

## Geschichte
Das heutige Stadtgebiet wurde vor der Kolonialzeit von Tupi besiedelt. Ab dem 16. Jahrhundert erkundeten die Bandeirantes die Region. Zu Beginn des 19. Jahrhunderts kam die Familie von Cristóvão Pereira de Godói in die Region, die die Fazenda Santa Cruz gründete. Im Jahr 1823 ließen sich Ignácio Pereira Bueno und seine Frau im zentralen Teil der späteren Stadt nieder. Am 6. August 1823 wurde die erste Messe durch Pater Felippe Antônio Barreto begangen und Bairro do Senhor Bom Jesus dos Aflitos de Pirassununga begründet. Am 21. November 1828 wurde die Kapelle von Senhor Bom Jesus dos Aflitos de Pirassununga zur kuratierten Kapelle erhoben. Am 4. März 1842 wurde sie zur Pfarrei erhoben und am 8. März 1842 an die Gemeinde Limeira übertragen.
Das Dorf Pirassununga wurde am 22. April 1865 gegründet. Pirassununga erhielt am 31. März 1879 das Stadtrecht und wurde 1880 von der Eisenbahn erschlossen. Am 6. August 1890 wurde Pirassununga ein Gerichtsbezirk.

## Bevölkerung
| Bevölkerungsentwicklung | Bevölkerungsentwicklung |
| Jahr                    | Bevölkerung             |
| ----------------------- | ----------------------- |
| 1920                    | 19.692                  |
| 1940                    | 22.921                  |
| 1950                    | 26.081                  |
| 1960                    | 27.510                  |
| 1970                    | 37.577                  |
| 1980                    | 44.970                  |
| 1991                    | 56.746                  |
| 2000                    | 64.864                  |
| 2010                    | 70.081                  |
| 2022                    | 73.545                  |
| [ 5 ] [ 6 ] [ 7 ]       |                         |

## Religion
Das Christentum ist in der Stadt wie folgt vertreten:

### Römisch-katholische Kirche
Die römisch-katholische Kirche in der Gemeinde ist Teil der Bistum Limeira.

### Protestantische Kirchen
In der Stadt gibt es die unterschiedlichsten evangelischen Glaubensrichtungen, hauptsächlich Pfingstler, darunter die brasilianischen Assemblies of God (die größte evangelische Kirche des Landes), die Christliche Kongregationalistische Kirche in Brasilien, und andere.

## Persönlichkeiten
Söhne und Töchter der Stadt
- Tomás Vaquero (1914–1992), römisch-katholischer Geistlicher, Bischof
- Antônio Celso Queiroz (1933–2023), römisch-katholischer Geistlicher, Bischof
- José Reginaldo Andrietta (* 1957), römisch-katholischer Geistlicher, Bischof